# شبه گونه‌زایی
شبه گونه‌زایی (انگلیسی: Pseudospeciation)، نوعی دیگر شدن است. به عبارتی دیگر رفتار با گروه‌های مختلف انسانی به گونه‌ای است که گویی گونه‌های بیولوژیکی متفاوتی هستند. از آنجایی شروع می‌شود که تفاوت‌های فرهنگی باعث می‌شود که انسان‌ها به گروه‌های اجتماعی مختلف با زبان، لباس، آداب و رسوم متفاوت و غیره جدا شوند. ادعا می‌شود که این تفاوت‌های فرهنگی مشابه شکل‌گیری گونه‌های مختلف زیستی گونه‌زایی است. در نهایت، شبه گونه‌سازی به انسانیت‌زدایی سایر گروه‌های فرهنگی برون‌گروهی منجر می‌شود.